# La Preuve par 9 mm
Pour les articles homonymes, voir Black Snow.
La Preuve par 9 mm (Black Snow) est un film américain réalisé par Frank Patterson, sorti en 1989.

## Synopsis
À la mort de son frère, Travis découvre qu'il trafiquait de la drogue. Avant sa mort, il aurait caché une tonne de cocaïne que deux bandes convoitent. Pour forcer Travis à donner la cachette de la drogue, on kidnappe son amie et sa fille.

## Fiche technique
- Titre : La Preuve par 9 mm
- Titre original : Black Snow
- Réalisation : Frank Patterson
- Scénario : Joel T. Smith et Brian Rogers
- Production : David McLeroy, Frank Patterson et James W. Patterson
- Musique : Inconnu
- Photographie : Thomas L. Callaway (en)
- Montage : Doug Bryan
- Décors : John Perdicci
- Costumes : Rene Bennett
- Pays d'origine : États-Unis
- Format : Couleurs - 1,85:1 - Mono - 35 mm
- Genre : Action
- Durée : 96 minutes
- Dates de sortie : 1989 (États-Unis), 21 mars 1990 (France)
- Film interdit aux moins de 12 ans lors de sa sortie en France

## Distribution
- Peter Sherayko (VF : Sady Rebbot) : Travis Winslow
- Jane Badler : Shelby Collins
- Julia Montgomery : Lindsay Devereaux
- Randy Brooks : l'africain
- Wayne Dehart (VF : Pascal Renwick) : Maurice Childress
- Blue Deckert : Coy Harker
- Renée O'Connor : Jennifer Winslow
- Marco Perella (VF : Hervé Jolly) : Charlie
- Bill Bolender : Grimes
- Quentin Morgan : Dexter
- Thomas Heard : Mel, le barman
- Cheryl King : Elise, la serveuse
- Karen Williams : Tiffany
- Drake Sachs (VF : Pascal Renwick) : Matt Winslow